# Замостя (Оредежське сільське поселення)
Замостя (рос. Замостье) — присілок у Лузькому районі Ленінградської області Російської Федерації.
Населення становить 10 осіб. Належить до муніципального утворення Оредежське сільське поселення.

## Історія
Згідно із законом від 28 вересня 2004 року № 65-оз належить до муніципального утворення Оредежське сільське поселення.

## Населення
| 1838 | 1862 | 1997 | 2007 | 2010 |
| ---- | ---- | ---- | ---- | ---- |
| 63   | ↘47  | ↘4   | ↘2   | ↗10  |